# 冶河镇
冶河镇，是中华人民共和国河北省石家庄市栾城区下辖的一个乡镇级行政单位。

## 行政区划
冶河镇下辖以下地区：
冶河村、大营村、程上村、乏马村、北辛庄村、寺上村、南留村、东客村、南客村、端固庄村、浔阳村、东留营村、军家营村、西留营村、苏邱村、油通村和卓达太阳城社区。